# La Frontera (Castiglia-La Mancia)
La Frontera è un comune spagnolo di 197 abitanti situato nella comunità autonoma di Castiglia-La Mancia.